# 毛白杨
毛白杨（学名：Populus tomentosa）是杨柳科杨属植物，为中国特有植物。

## 形态
落叶乔木，高达40米；三角状卵形的叶子，具有不规则波状齿，下面密被白色绒毛，老则脱落，叶柄扁，稀有腺体；早春先叶开花，雌雄异株，柔荑花序下垂，苞片有不规则缺裂；蒴果两裂。

## 分布
分布于中国大陆的山西、山东、陕西、黄河流域、安徽、浙江、辽宁、河南、江苏、河北、甘肃等地，生长于海拔130米至1,500米的地区，一般生长在温或平原地区，目前尚未由人工引种栽培。

## 别名
大叶杨（河南） 响杨（中国高等植物图鉴）

## 异名
- Populus tomentosa Carr. var. fastigiata Y. H. Wang
- Populus tomentosa Carr. var. truncata Y. C. Fu et C. H. Wang